# Naso unicornis
Naso unicornis là một loài cá biển thuộc chi Naso trong họ Cá đuôi gai. Loài cá này được mô tả lần đầu tiên vào năm 1775.

## Từ nguyên
Tính từ định danh của loài cá này, unicornis, trong tiếng Latinh có nghĩa là "một sừng", ám chỉ chiếc sừng giống kỳ lân trên trán của cá trưởng thành của loài này.

## Phạm vi phân bố và môi trường sống

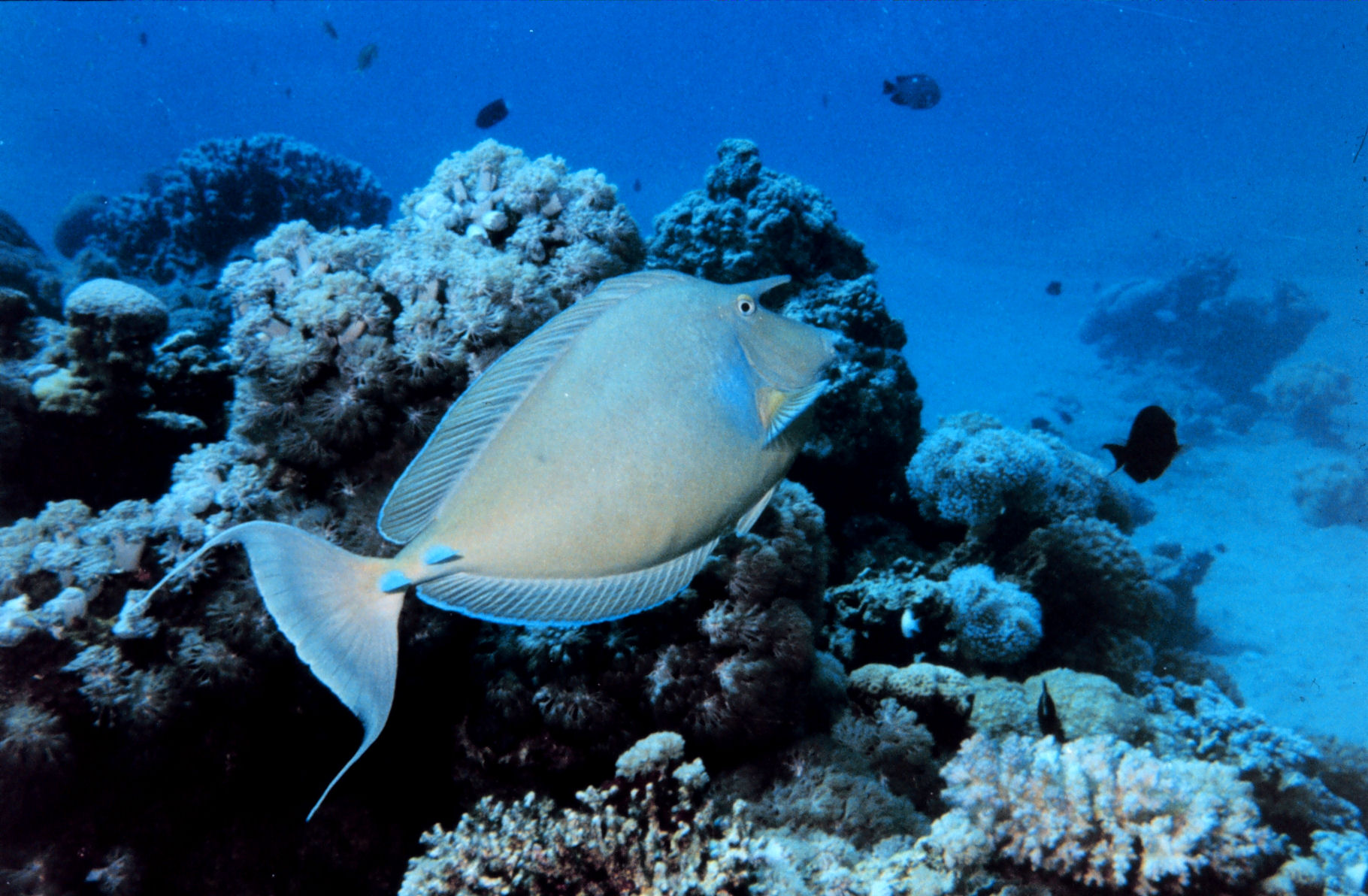
N. unicornis chụp tại vịnh Aqaba, Biển Đỏ

N. unicornis có phạm vi phân bố rộng khắp vùng biển Ấn Độ Dương - Thái Bình Dương. Từ Biển Đỏ và vùng biển phía nam bán đảo Ả Rập, loài cá này được tìm thấy dọc theo vùng bờ biển Đông Phi, bao gồm Madagascar và những bãi cạn, đảo quốc xung quanh; ở Trung Ấn Độ Dương, N. unicornis có mặt ở dọc theo bờ biển phía đông Ấn Độ và Sri Lanka, bao gồm các quần đảo thuộc Nam Á là Maldives, Chagos, đảo Giáng Sinh và quần đảo Cocos (Keeling); từ biển Andaman, N. unicornis xuất hiện trải rộng khắp vùng biển các nước Đông Nam Á, Papua New Guinea và hầu hết các đảo quốc thuộc châu Đại Dương (xa nhất ở phía đông là đến đảo Phục Sinh và quần đảo Pitcairn); phạm vi phía bắc trải dài đến vùng biển ngoài khơi phía nam Nhật Bản và quần đảo Hawaii; phạm vi phía nam trải dài đến bờ biển phía đông và tây của Úc, đảo Lord Howe, đảo Norfolk và phía bắc New Zealand.
N. unicornis sinh sống gần những rạn san hô gần bờ và trong các đầm phá ở độ sâu khoảng 80 m trở lại; chúng bơi vào vùng nước nông hơn khi trưởng thành.

## Mô tả

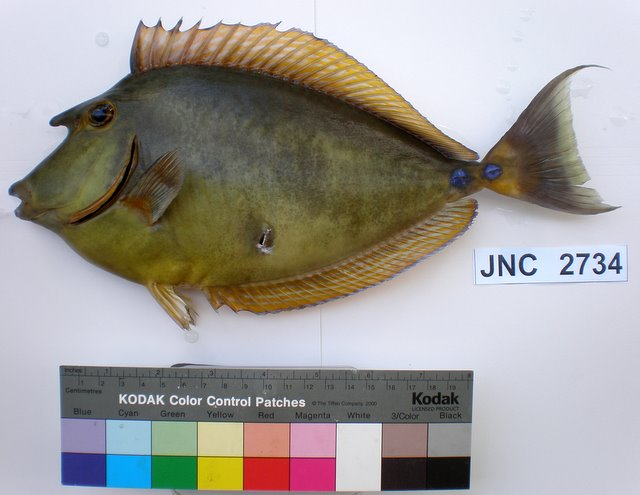
Mẫu vật N. unicornis được thu thập ở ngoài khơi New Caledonia

Chiều dài cơ thể tối đa được ghi nhận ở N. unicornis là 70 cm, nhưng thường được quan sát với chiều dài phổ biến là 50 cm. Cơ thể hình bầu dục thuôn dài, dẹp hai bên, có màu nâu lục xám. Vây lưng và vây hậu môn có viền ngoài màu xanh ánh kim. Vây đuôi lõm sâu, cá trưởng thành có hai thùy đuôi dài. Có 2 phiến xương nhọn màu xanh lam chĩa ra ở mỗi bên cuống đuôi, tạo thành ngạnh sắc.
N. unicornis có một chiếc sừng ngắn ở trước trán. Sừng ban đầu phát triển dưới dạng một cục bướu khi cá con N. unicornis đạt chiều dài ~12 cm. Người ta quan sát thấy, cá đực của cả hai loài N. unicornis và Naso vlamingii có thể nhanh chóng thay đổi màu sắc của sừng/bướu và các bộ phận khác trên cơ thể. Bằng sự tương phản màu sắc, N. unicornis và N. vlamingii làm nổi bật màu của sừng/bướu so với toàn bộ cơ thể của chúng. Sự thay đổi màu sắc diễn ra khi một con cá đực thực hiện màn tán tỉnh với một con cá cái vào buổi tối hoặc ban đêm, đôi khi cũng được diễn ra trong suốt thời gian ban ngày. Ngoài việc là một dấu hiệu để tán tỉnh cá cái, cá đực của N. unicornis và N. vlamingii sử dụng sừng/bướu như một báo hiệu về sự tranh giành giữa những con đực.
Số gai ở vây lưng: 6; Số tia vây ở vây lưng: 27 - 30; Số gai ở vây hậu môn: 2; Số tia vây ở vây hậu môn: 27 - 30; Số tia vây ở vây ngực: 17 - 18; Số gai ở vây bụng: 1; Số tia vây ở vây bụng: 3.

## Sinh thái
Ở Hawaii, loài N. unicornis được báo cáo là có thể sống được trên 50 năm tuổi. Chúng thường sống thành từng nhóm nhỏ, đôi khi được quan sát là sống đơn độc.
Thức ăn của N. unicornis là các loại tảo, chủ yếu là Turbinaria, Dictyota và Sargassum. Một giả thuyết được đặt ra là những loài cá ăn tảo trong các khu bảo tồn biển sẽ giúp kiềm hãm sự phát triển quá mức của tảo ở các khu vực này. Để kiểm tra tính chính xác của giả thuyết này, người ta đã tiến hành khảo sát thực địa đối với loài N. unicornis và Gracilaria salicornia, một loài tảo đỏ xâm lấn ở Khu bảo tồn biển Hawaii.
N. unicornis được xác nhận là có ăn tảo G. salicornia, dựa vào các mảnh G. salicornia vụn được lấy từ phân của N. unicornis. Các nhà nghiên cứu cũng đã chứng minh rằng, các mảnh G. salicornia vụn trong phân có thể tiếp tục phát triển sinh dưỡng sau vài tuần. Vì thế, tuy được xem là một loài kiểm soát tự nhiên đối với các loài tảo xâm lấn, N. unicornis cũng được xem là một loài trung chuyển làm phân tán sự xâm lấn của các loài tảo này.

## Đánh bắt
N. unicornis được đánh bắt khá phổ biến, và được xem là một loài hải sản có giá trị trên toàn bộ phạm vi phân bố của chúng. Trải dài khắp các quần đảo Thái Bình Dương, N. unicornis là loài thân lớn duy nhất luôn nằm trong danh sách những loài được khai thác hàng đầu ở các vùng địa lý khác nhau.

### Trích dẫn
- Allen H. Andrews và đồng nghiệp (2016). "Age and growth of bluespine unicornfish (Naso unicornis): A half-century life-span for a keystone browser, with a novel approach to bomb radiocarbon dating in the Hawaiian Islands" (PDF). Canadian Journal of Fisheries and Aquatic Sciences. Quyển 73 số 10. tr. 1–12. doi:10.1139/cjfas-2016-0019.
- Brett M. Taylor (2019). "Standing Out in a Big Crowd: High Cultural and Economic Value of Naso unicornis in the Insular Pacific" (PDF). Fishes. Quyển 4. tr. 1–6. doi:10.3390/fishes4030040.{{Chú thích tạp chí}}:  Quản lý CS1: DOI truy cập mở nhưng không được đánh ký hiệu (liên kết)